# François-Nicolas-Madeleine Morlot

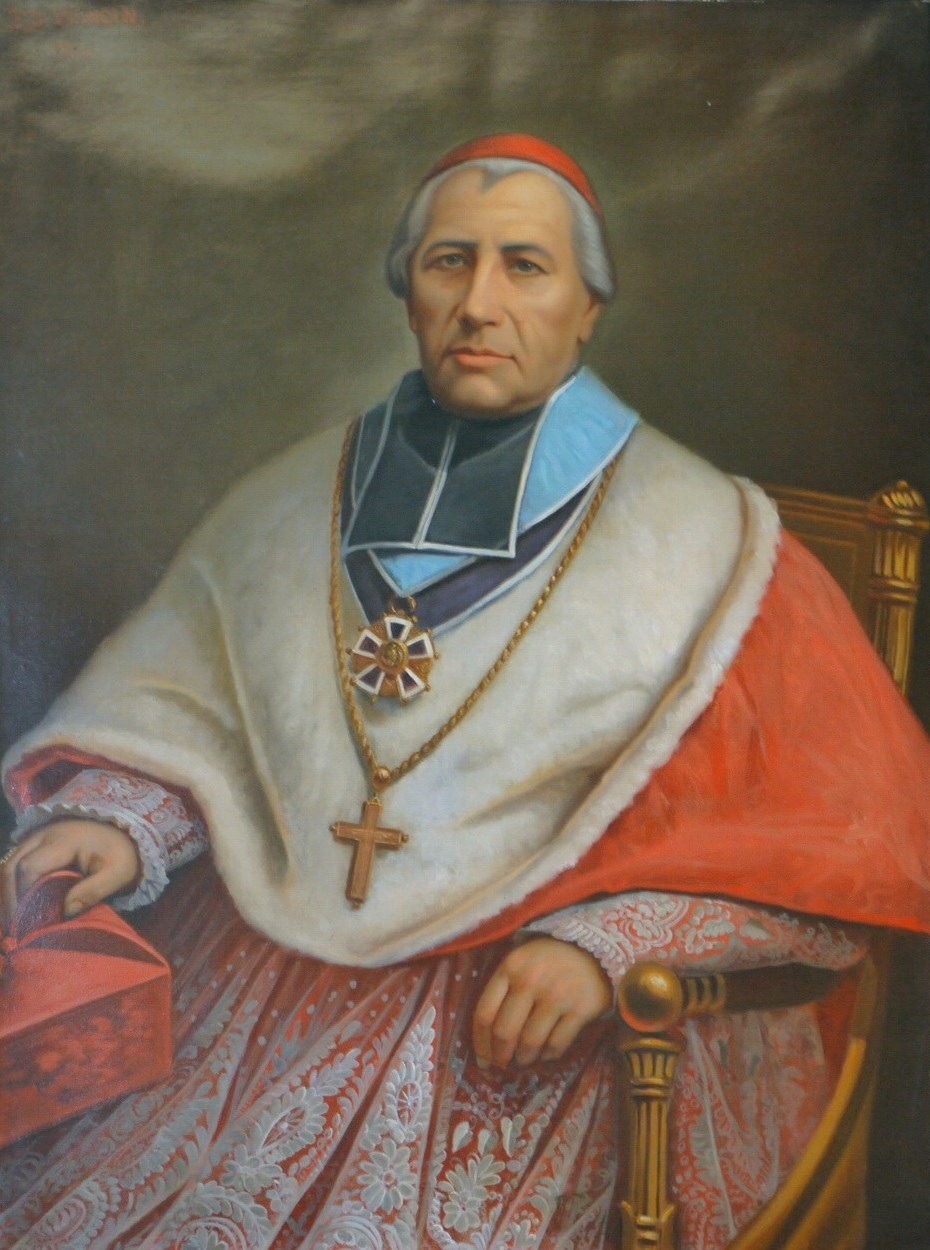
Portret van François-Nicolas-Madeleine Morlot, circa 1860.

François-Nicolas-Madeleine Morlot (Langres, 28 december 1795 - Parijs, 29 december 1862) was een Frans kardinaal, van 1839 tot 1842 bisschop van Orléans, van 1842 tot 1857 aartsbisschop van Tours en van 1857 tot aan zijn dood aartsbisschop van Parijs.

## Levensloop
Morlot studeerde aan het college van Langres en werd huisonderwijzer bij de markies van Saint-Seine. Later studeerde hij aan het grootseminarie van Dijon. Na zijn priesterwijding op 27 mei 1820 was hij meerdere jaren vicaris van de Kathedraal van Dijon, in 1830 werd hij vicaris-generaal en in 1833 werd hij kanunnik van de kapittel van de kathedraal.
Op 10 maart 1839 werd hij door koning Lodewijk Filips I van Frankrijk aangesteld als bisschop van Orléans, hetgeen op 8 juli dat jaar bevestigd werd door paus Gregorius XVI. Een maand later, op 18 augustus, ontving hij de bisschopswijding in Parijs. In juni 1842 werd hij benoemd tot aartsbisschop van Tours. Bijna elf jaar later, in maart 1853, creëerde paus Pius IX hem als kardinaal en werd hij door keizer Napoleon III benoemd tot senator, een functie die hij behield tot aan zijn dood.
Na de moord op de Parijse aartsbisschop Marie-Dominique-Auguste Sibour werd Morlot op 24 januari 1857 aangesteld als diens opvolger. Als aartsbisschop van Parijs nam hij een verzoenende positie in en weigerde hij partij te kiezen tussen keizer Napoleon III en paus Pius IX omtrent de Romeinse kwestie. Op 14 augustus 1861 werd hij als grootofficier onderscheiden met het Legioen van Eer.
Kardinaal Morlot stierf in december 1862, een dag na zijn 67ste verjaardag. Hij werd bijgezet in de Notre-Dame van Parijs.
- Bibliothèque nationale de France: cb13197337g (data)
- Catàleg d'autoritats de noms i títols de Catalunya: 981058525414106706
- Gemeinsame Normdatei: 137394624
- International Standard Name Identifier: 0000 0000 5512 0051
- Library of Congress Control Number: n84035571
- Base Léonore: LH//1942/14
- Nationale Bibliotheek van Israël: 987007298149205171
- SNAC: w6k503x5
- Système universitaire de documentation: 032968736
- Virtual International Authority File: 9989847
- WorldCat: E39PBJkp9xcgHb6bX79W6vHcT3